# Балтимор (Огайо)
Балтимор (англ. Baltimore) — селище (англ. village) в США, в окрузі Феєрфілд штату Огайо. Населення — 2981 особа (2020).

## Географія
Балтимор розташований за координатами 39°50′45″ пн. ш. 82°36′19″ зх. д. / 39.84583° пн. ш. 82.60528° зх. д. (39.845797, -82.605296).  За даними Бюро перепису населення США в 2010 році селище мало площу 5,41 км², уся площа — суходіл.

## Демографія
Згідно з переписом 2010 року, у селищі мешкало 2966 осіб у 1214 домогосподарствах у складі 796 родин. Густота населення становила 548 осіб/км².  Було 1288 помешкань (238/км²).
Расовий склад населення:
| - 97,5 % — білих - 0,5 % — азіатів - 0,3 % — чорних або афроамериканців |

До двох чи більше рас належало 1,5 %. Частка іспаномовних становила 0,5 % від усіх жителів.
За віковим діапазоном населення розподілялося таким чином: 26,8 % — особи молодші 18 років, 60,2 % — особи у віці 18—64 років, 13,0 % — особи у віці 65 років та старші. Медіана віку мешканця становила 37,0 року. На 100 осіб жіночої статі у селищі припадало 90,1 чоловіків;  на 100 жінок у віці від 18 років та старших — 86,7 чоловіків також старших 18 років.
Середній дохід на одне домашнє господарство  становив 52 480 доларів США (медіана — 44 182), а середній дохід на одну сім'ю — 63 136 доларів (медіана — 58 333). Медіана доходів становила 50 625 доларів для чоловіків та 29 504 долари для жінок. За межею бідності перебувало 21,7 % осіб, у тому числі 32,4 % дітей у віці до 18 років та 6,4 % осіб у віці 65 років та старших.
Цивільне працевлаштоване населення становило 1140 осіб. Основні галузі зайнятості: освіта, охорона здоров'я та соціальна допомога — 28,1 %, науковці, спеціалісти, менеджери — 14,2 %, роздрібна торгівля — 10,6 %, фінанси, страхування та нерухомість — 8,9 %.